# Хилл-н-Дейл (Флорида)
Хилл-н-Дейл (англ. n Dale) — статистически обособленная местность, расположенная в округе Эрнандо (штат Флорида, США) с населением в 1436 человек по статистическим данным переписи 2000 года.

## География
По данным Бюро переписи населения США статистически обособленная местность Хилл-н-Дейл имеет общую площадь в 1,29 квадратных километров, водных ресурсов в черте населённого пункта не имеется.
Статистически обособленная местность Хилл-н-Дейл расположена на высоте 33 м над уровнем моря.

## Демография
По данным переписи населения 2000 года в Хилл-н-Дейл проживало 1436 человек, 368 семей, насчитывалось 463 домашних хозяйств и 511 жилых домов. Средняя плотность населения составляла около 1113,18 человек на один квадратный километр. Расовый состав населённого пункта распределился следующим образом: 70,54 % белых, 24,79 % — чёрных или афроамериканцев, 0,14 % — коренных американцев, 0,56 % — азиатов, 1,81 % — представителей смешанных рас, 2,16 % — других народностей. Испаноговорящие составили 7,59 % от всех жителей статистически обособленной местности.
Из 463 домашних хозяйств в 47,3 % воспитывали детей в возрасте до 18 лет, 49,5 % представляли собой совместно проживающие супружеские пары, в 23,1 % семей женщины проживали без мужей, 20,5 % не имели семей. 15,8 % от общего числа семей на момент переписи жили самостоятельно, при этом 6,7 % составили одинокие пожилые люди в возрасте 65 лет и старше. Средний размер домашнего хозяйства составил 3,10 человек, а средний размер семьи — 3,43 человек.
Население статистически обособленной местности по возрастному диапазону по данным переписи 2000 года распределилось следующим образом: 36,4 % — жители младше 18 лет, 9,9 % — между 18 и 24 годами, 26,8 % — от 25 до 44 лет, 17,4 % — от 45 до 64 лет и 9,5 % — в возрасте 65 лет и старше. Средний возраст жителей составил 28 лет. На каждые 100 женщин в Хилл-н-Дейл приходилось 86,7 мужчин, при этом на каждые сто женщин 18 лет и старше приходилось 72,9 мужчин также старше 18 лет.
Средний доход на одно домашнее хозяйство статистически обособленной местности составил 31 974 доллара США, а средний доход на одну семью — 30 214 долларов. При этом мужчины имели средний доход в 26 349 долларов США в год против 22 065 долларов среднегодового дохода у женщин. Доход на душу населения статистически обособленной местности составил 31 974 доллара в год. 20,6 % от всего числа семей в населённом пункте и 18,5 % от всей численности населения находилось на момент переписи населения за чертой бедности, при этом 23,1 % из них были моложе 18 лет и 5,4 % — в возрасте 65 лет и старше.